# Gregorio López y Fuentes
Gregorio López y Fuentes (Zontecomatlán, 17 november 1895 – Mexico-Stad, 10 december 1966) was een Mexicaans dichter, journalist en prozaschrijver.
López begon op vijftienjarige leeftijd te schrijven, toen de Mexicaanse Revolutie begon. Veel van zijn boeken hebben met deze burgeroorlog te maken. Na de revolutie werd hij literatuurleraar op een school in Mexico-Stad. Vanaf 1945 was hij werkzaam als redacteur van de krant El Libertad. Zijn bekendste boek is de allegorische roman El Indio, gepubliceerd in 1935.
- Biblioteca Nacional de España: XX834454
- Bibliothèque nationale de France: cb11279477z (data)
- Gemeinsame Normdatei: 143432133
- International Standard Name Identifier: 0000 0001 1953 3884
- Library of Congress Control Number: n88016226
- Nationale Bibliotheek van Tsjechië: xx0110960
- Nederlandse Thesaurus van Auteursnamen: 119974339
- SNAC: w66t2vqg
- Système universitaire de documentation: 083700978
- Trove: 1138140
- Virtual International Authority File: 100251277
- WorldCat: E39PBJwCVpKhXcQKpgV3fFWv73